# Scultetův dům
Scultetův dům (Scholzův) – památní nájemný dům v ulici Panny Marie (polsky Najświętszej Marii Panny) v Lehnici, vedle Galerie Piastů.
Renesanční stavba pochází z počátku 15. století. Sgrafitová výzdoba na fasádě, rozdělena do dvou částí, je z roku 1611 a představuje geometrické a architektonické prvky a také personifikace sedmi svobodných umění – gramatiky, dialektiky, rétoriky, hudby, aritmetiky, astronomie a geometrie. Autorem dekorací byl mistr Giovanni a jeho učeň, kteří jsou také zahrnutí do sgrafitové dekorace.
Na konci 19. století bylo toto dílo pokryto omítkou, a v roce 1972 zas odhaleno během konzervátorských prací. Původně byla celá budova pokryta sgrafity. Dochovala se ale pouze jejích horní část. V letech 2005 – 2006 byla budova renovována za finanční účasti Nadace Eriky Simonové.
Vlastníkem činžovního domu byl Johann Scultetus (Hans Scholz) – humanista z Lehnice, od roku 1611 rektor školy v kostele svatých Petra a Pavla. V současné době je nájemní dům sídlem Sportovního a rekreačního střediska. Sídlí zde také Městské turistické infocentrum.